# Beroe flemingii
Beroe flemingii är en kammanetart som först beskrevs av Johann Friedrich von Eschscholtz 1829. Beroe flemingii ingår i släktet Beroe, och familjen Beroidae. Inga underarter finns listade i Catalogue of Life.